# Trichoncoides
Trichoncoides är ett släkte av spindlar. Trichoncoides ingår i familjen täckvävarspindlar.
Kladogram enligt Catalogue of Life:
| Trichoncoides | \| \| Trichoncoides pilosus \| \| \| \| \| \| Trichoncoides piscator \| \| \| \| |
|               | \| \| Trichoncoides pilosus \| \| \| \| \| \| Trichoncoides piscator \| \| \| \| |
|               | Trichoncoides pilosus                                                            |
|               |                                                                                  |
|               | Trichoncoides piscator                                                           |
|               |                                                                                  |